# Vatra Moldoviței, Suceava
Vatra Moldoviței (germană Watra Moldawitza) este satul de reședință al comunei cu același nume din județul Suceava, Bucovina, România. Începând cu data de 16 iulie 1973 satul Vatra Moldoviței (Suceava), alături de alte 13 localități, se declara, experimental, sat de interes turistic denumit "sat turistic".
Ca obiective turistice, în Vatra Moldoviței se pot vizita Mănăsitrea Moldovița, Muzeul Mănăstirii Moldovița și ruinele mănăstirii vechi, aflate la aproximativ 500 de metri de actuala mănăstire.
1. Mănăstirea Moldovița a fost ctitorită în anul 1532 de către voievodul Petru Rareș. Pictura sa a fost realizată în anul 1537 de către Toma de la Humor, pictor care a realizat și desenele murale ale Mănăstirii Humor. Pe lângă imaginile biblice, pe pereții mănăstirii se regăsesc reprezentate figurile lui Platon, Aristotel, Sofocle și Pitagora, deoarece aceștia sunt considerați deschizători de drumuri ai creștinismului. Mănăstirea este înscrisă din anul 1993 în patrimoniul cultural Unesco, iar Federația Internațională a Ziariștilor Mănăstirilor din Nordul Moldovei i-a oferit premiul  ,,Mărul de Aur”, pentru faptul că este un simbol pentru arta și cultura universală.
2. Muzeul Mănăstirii Moldovița găzduiește și expune obiecte de patrimoniu precum: pomelnic și epitafuri datate din secolul al XV-lea și jilțul domnesc care i-a aparținut lui Petru Rareș, simbol istoric datorită faptului că este decorat cu stema Moldovei.
3. Ruinile Mănăstirii Moldovița amintesc de epoca voievozilor Mușatini despre care se spune că au ocrotit-o. Această mănăstire a fost distrusă la sfârșitul secolului al XV-lea, din cauza unor puternice alunecări de teren.

1. ↑  Ordinul ministrului turismului nr 744/1973
2. ↑  Puiu Nistoreanu, Turismul rural, pag. 23-24